# Dampiera
Dampiera is een geslacht van kleine struiken en kruidachtige planten uit de familie Goodeniaceae. De soorten komen voor in Australië.

## Soorten
- Dampiera adpressa A.Cunn. ex DC.
- Dampiera alata Lindl.
- Dampiera altissima F.Muell. ex Benth.
- Dampiera angulata Rajput & Carolin
- Dampiera anonyma Lepschi & Trudgen
- Dampiera atriplicina Gardner ex Rajput & Carolin
- Dampiera candicans F.Muell.
- Dampiera carinata Benth.
- Dampiera cervula K.Krause
- Dampiera cinerea Ewart & O.B.Davies
- Dampiera conospermoides W.Fitzg.
- Dampiera coronata Lindl.
- Dampiera decurrens Rajput & Carolin
- Dampiera deltoidea Rajput & Carolin
- Dampiera dentata Rajput
- Dampiera discolor (de Vriese) K.Krause
- Dampiera diversifolia de Vriese
- Dampiera dysantha (Benth.) Rajput & Carolin
- Dampiera eriantha K.Krause
- Dampiera eriocephala de Vriese
- Dampiera fasciculata R.Br.
- Dampiera ferruginea R.Br.
- Dampiera fitzgeraldensis Rajput & Carolin
- Dampiera fusca Rajput & Carolin
- Dampiera galbraithiana Rajput & Carolin
- Dampiera glabrescens Benth.
- Dampiera haematotricha de Vriese
- Dampiera hederacea R.Br.
- Dampiera heteroptera Rajput & Carolin
- Dampiera incana R.Br.
- Dampiera juncea Benth.
- Dampiera krauseana Rajput & Carolin
- Dampiera lanceolata A.Cunn. ex DC.
- Dampiera latealata (E.Pritz.) Rajput & Carolin
- Dampiera lavandulacea Lindl.
- Dampiera leptoclada Benth.
- Dampiera lindleyi de Vriese
- Dampiera linearis R.Br.
- Dampiera loranthifolia F.Muell. ex Benth.
- Dampiera luteifolia F.Muell.
- Dampiera marifolia Benth.
- Dampiera metallorum Lepschi & Trudgen
- Dampiera obliqua Rajput & Carolin
- Dampiera oligophylla Benth.
- Dampiera orchardii Rajput & Carolin
- Dampiera parvifolia R.Br.
- Dampiera pedunculata Rajput & Carolin
- Dampiera plumosa S.Moore
- Dampiera purpurea R.Br.
- Dampiera ramosa Rajput & Carolin
- Dampiera rosmarinifolia Schltdl.
- Dampiera roycei Rajput
- Dampiera sacculata F.Muell. ex Benth.
- Dampiera salahae Rajput & Carolin
- Dampiera scaevolina Gardner ex Rajput & Carolin
- Dampiera scottiana F.Muell.
- Dampiera sericantha F.Muell. ex Benth.
- Dampiera spicigera Benth.
- Dampiera stenophylla K.Krause
- Dampiera stenostachya E.Pritz.
- Dampiera stricta (Sm.) R.Br.
- Dampiera sylvestris Rajput & Carolin
- Dampiera tenuicaulis E.Pritz.
- Dampiera tephrea Rajput & Carolin
- Dampiera teres Lindl.
- Dampiera tomentosa K.Krause
- Dampiera trigona de Vriese
- Dampiera triloba Lindl.
- Dampiera wellsiana F.Muell.